# Alfa Romeo Tipo 308
Alfa Romeo 308 или 8C-308 — автомобиль класса Гран-при, сделанный под категорию до 3 литров в 1938 году.

## История
Было выпущено только четыре автомобиля, модифицированных из Tipo C, с двигателем, установленным в шасси, и с тонким кузовом. Шасси было взяло с Tipo C, а двигатель с 8C 2900. 308 была разработана Джоакинно Коломбо под контролем Энцо Феррари, который тогда ещё был частью гоночной команды Alfa Romeo — Alfa Corse. Автомобиль дебютировал на Гран-при По в 1938 году. Тогда дебютировало два автомобиля: один пилотировал Тацио Нуволари, другой — Луиджи Виллорези. Оба гонщика сошли с гонки, хотя Нуволари установил рекорд круга. Следующая гонка была Гран-при Триполи. Новые модели 312 (3-литровый, 12-цилиндровый) и 316 вышли на старт, а 308 оказалась в резерве. В итоге 308 проиграла Герману Лангу на Mercedes-Benz W154. В этой гонке Евгенио Сиена (Eugenio Siena) погиб, врезавшись в стену.
В 1938 году на Милле Милья Клементе Биондетти и Карло Мария Пинтакуда (Carlo Maria Pintacuda) заняли первые два места. Автомобиль Биондетти использовал двигатель от Tipo 308 (300 л.с. (220 кВт), а автомобиль Пинтакуды — от 2900B и выдавал 225 л.с. (168 кВт).
В 1938 и 1939 годах Раймону Соммеру удалось выиграть пару соревнований по Хиллклимбу в La Turbie на 308, а в 1940-х Жан-Пьер Вимилль выиграл пару гонок в Европе. Один из автомобилей был продан в Аргентину, где на нем успешно выступал и побеждал Оскар Альфредо Гальвес (Óscar Alfredo Gálvez). Модель Гальвеса сейчас стоит в Аргентине в Музее Хуана Мануэля Фанхио. 
Одна из машин ещё была продана в США после Второй Мировой Войны, где Луи Дюран занял на ней 6-е место в 1946 году на 500 миль Индианаполиса, а в следующем году Волт Браун занял 7-е место. В 1948 году Джонни Мауро занял на ней 8-е место, и теперь эта модель стоит в музее Зала Славы в Индианаполис Мотор Спидвей, возможно, что это именно тот автомобиль, который участвовал в Индианаполисе в 1940 году, и в то же время был экс-автомобилем Раймона Соммера.
Из всех 3-хлитровых автомобилей для формулы Alfa Romeo (Tipo 308, 312, 316) ни один не добился большого успеха. Вместо них была выпущена новая модель с 1500 см³ двигателем для класса Вуатюретт Alfa Romeo 158, разработанная в 1937 году и впервые участвовала на Кубке Сиано в Августе 1938 года. Данная модель стала более успешной.

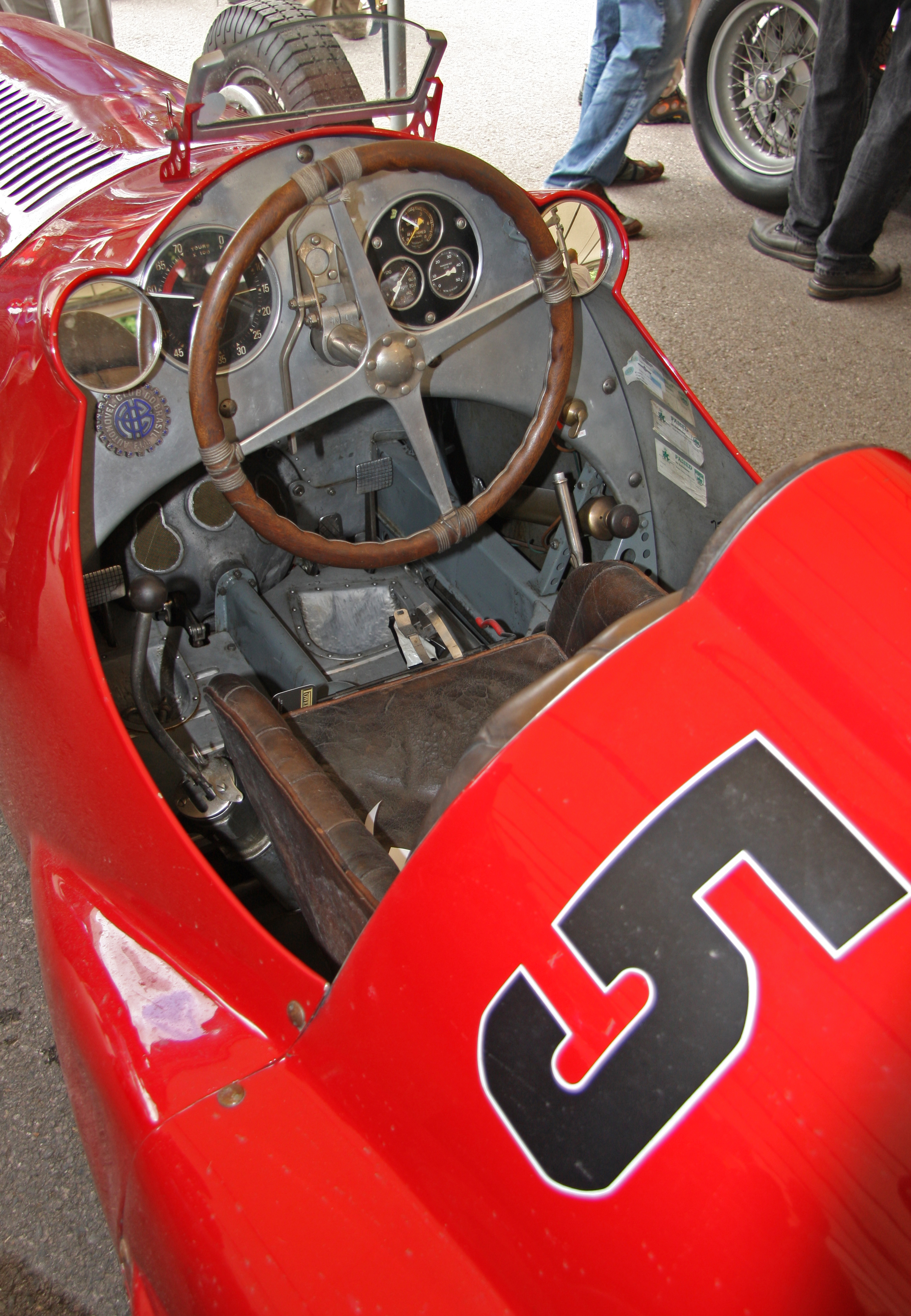
Tipo 308 monoposto.

## Основные победы
- 1938 Гран-при Рио-де-Жанейро, Карло Мария Пинтакуда (Carlo Maria Pintacuda)
- 1939 Круг Ремпартса — Ангулем, Раймон Соммер
- 1946 Гран-при Бургона, Жан-Пьер Вимилль
- 1946 Гран-при Россильона — Circuit des Platanes — Perpignan, Жан-Пьер Вимилль
- 1947 Гран-при Розарио, Акилле Варци
- 1948 Гран-при Сан-Паулу, Жан-Пьер Вимилль
- 1949 Гран-при Буэнос-Айреса, Оскар Альфредо Гальвес (Óscar Alfredo Gálvez)

## 500 миль Индианаполиса
- 1940 Чет Миллер (Chet Miller), 17-й
- 1946 Луи Дюран (Louis Durant), 6-й
- 1947 Волт Браун (Walt Brown), 7-й
- 1948 Джонни Мауро (Johnny Mauro), 8-й